# Estadio Ciudad de La Banda
El estadio Ciudad de La Banda es un estadio de fútbol de la ciudad de La Banda, en la provincia de Santiago del Estero, Argentina. El recinto está localizado en el barrio Centro de la ciudad, ubicado en la avenida del Libertador y Soler. Posee una capacidad de 8000 personas y es propiedad del Club Atlético Sarmiento que juega en el Torneo Federal A, la tercera categoría del fútbol en Argentina para clubes indirectamente afiliados a la AFA.
En las décadas de 1920 y 1930 se construyó el tapiado perimetral, el alambrado olímpico y las tribunas. En 1960 se construyó el túnel de ingreso al campo de juego. A pesar de ser un viejo escenario, en los últimos años se inauguró una tribuna de cemento detrás de uno de los arcos.